# Guardia Azul
La Guardia Azul (en esloveno: Plava garda), también conocida como Chetniks Eslovenos (en esloveno: Slovenski četniki, en serbocroata: Slovenački četnici), era una milicia anticomunista eslovena, inicialmente bajo el liderazgo del Mayor Karl Novak y más tarde de Ivan Prezelj. Su nombre oficial era el Real Ejército Yugoslavo en Eslovenia (en serbocroata: Kraljevska jugoslovenska vojska u Sloveniji).
Los destacamentos bajo el mando de Novak eran parte del "Ejército Yugoslavo de la Patria" (JVuO) más amplio que incluía unidades de toda Yugoslavia que juraron lealtad al líder chetnik Draža Mihailović. Las filas se nutrieron de oficiales eslovenos del Real Ejército Yugoslavo (JV) de antes de la guerra. Al principio, las unidades del JV en Eslovenia que ofrecieron resistencia estaban bajo el mando de Jaka Avšič hasta su traslado a mediados de 1941 hacia los partisanos yugoslavos. Nombrados directamente por Draža Mihailović, el comandante de los chetniks eslovenos era Karel Novak. Las unidades chetnik eslovenas incluyeron el destacamento Chetnik de Styrian que fue, según algunas estimaciones, la única unidad militar anticomunista que atacó sistemáticamente a los ocupantes del Eje durante toda la guerra. El destacamento bajo el mando de Melaher tenía 200 hombres.
En 1942, la mayoría de los miembros se unieron a la Legión de la Muerte.

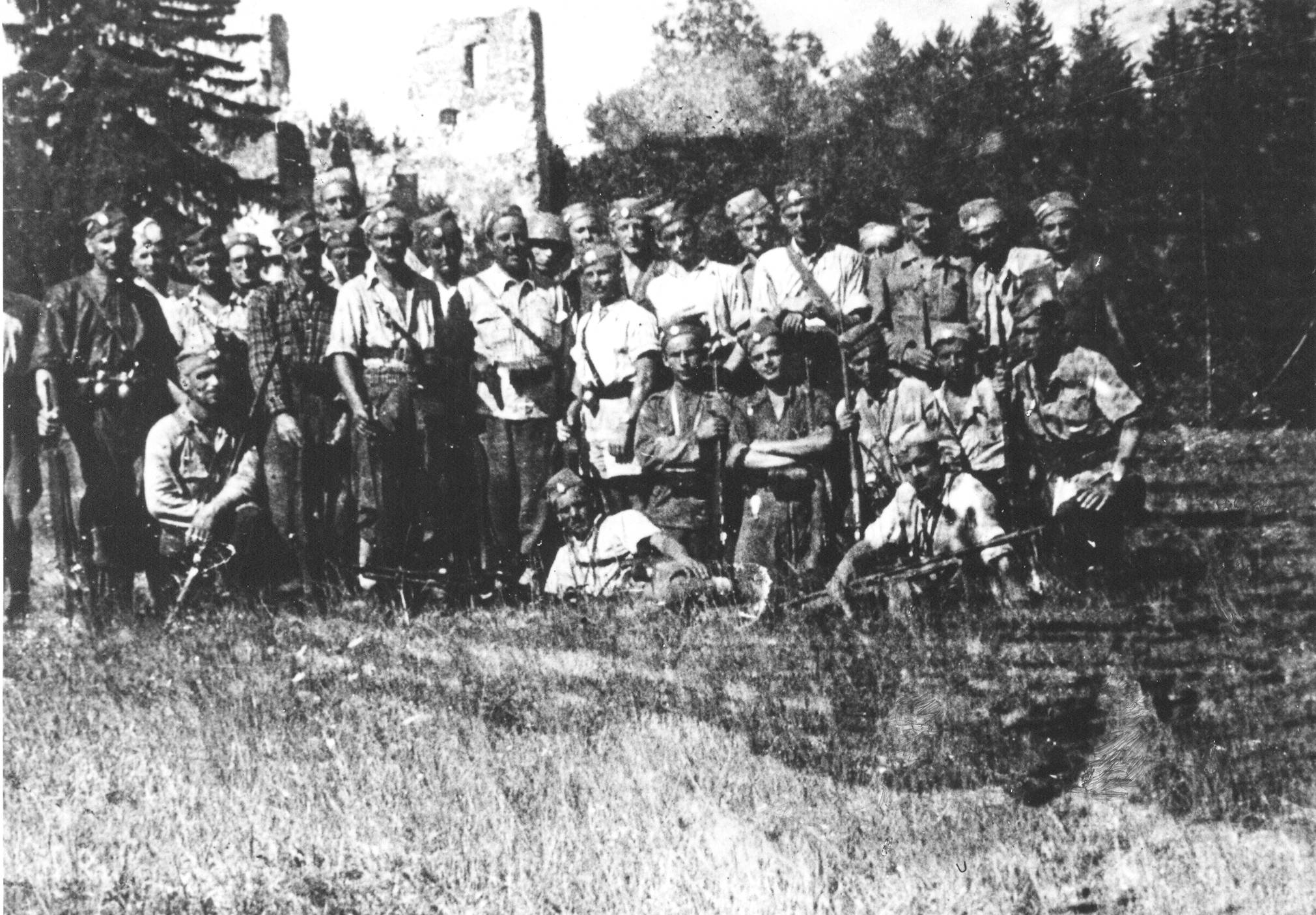
Chetniks eslovenos en la Baja Carniola, 1942-194343.

Cuando Karel Novak dimitió en 1944, debido a la derrota en la batalla de Grčarice, Mihailović nombró a Ivan Prezelj como comandante del Real Ejército Yugoslavo en Eslovenia. Su cuartel general estaba en el Destacamento de Carniola Interior y los Destacamentos de Soča, y el Real Ejército Yugoslavo en Eslovenia también incluía el Destacamento de la Baja Carniola y el Destacamento de Estiria, comandados por Jože Melaher.